# Babylon Whores
I Babylon Whores sono stati un gruppo deathrock-heavy metal finlandese attivo dal 1994 al 2006.

## Formazione
- Mr. Boa - chitarra
- Petri Mukkala - batteria
- Antti Litmanen - chitarra
- Taneli Nyholm - basso
- Ike Vil - voce

## Discografia

### Album studio
- 1997 - Cold Heaven
- 1999 - King Fear
- 2002 - Death of the West

### EP
- 1995 - Sloane 313
- 1996 - Trismegistos
- 1998 - Deggael